# Bryn Vaile
Philip Bryn Vaile (Enfield, 16 de agosto de 1956) es un deportista británico que compitió en vela en la clase Star. Participó en los Juegos Olímpicos de Seúl 1988 obteniendo una medalla de oro en la clase Star (junto con Michael McIntyre).

## Palmarés internacional
| \| Juegos Olímpicos \| Juegos Olímpicos \| Juegos Olímpicos \| Juegos Olímpicos \| \| Año \| Lugar \| Medalla \| Clase \| \| ---------------- \| -------------------- \| ---------------- \| ---------------- \| \| 1988 \| Seúl (Corea del Sur) \| Medalla de oro \| Star \| |                      |                |       |
| Juegos Olímpicos |                      |                |       |
| Año | Lugar                | Medalla        | Clase |
| 1988 | Seúl (Corea del Sur) | Medalla de oro | Star  |